# Матеа Сумајсторчић
Матеа Сумајсторчић (хрв. Matea Sumajstorčić; Загреб, 5. април 1999) хрватска је пливачица чија ужа специјалност су трке слободним стилом на дужим дистанцама. Вишеструка је национална првакиња и рекордерка у великим и малим базенима. 

## Спортска каријера
Матеа је пливање почела да тренира у екипи Младости из Загреба, а на међународној пливачкој сцени је присутна од 2005. и Европских игара у Бакуу где се такмичила као јуниорка. Након завршене средње школе одлази на студије у Сједињене Државе, на Универзитет Новог Мексика у Албукеркију, захваљујући спортској стипендији, где паралелно са школовањем наступа за пливачку секцију свог универзитета. 
Сениорски деби на међнародној сцени је имала на светском првенству у великим базенима одржаном у корејском Квангџуу 2019. где је пливала у квалификационим тркама на 800 слободно (25) и 1.500 слободно (26. место). Трку на 800 метара је завршила у врмену новог националног рекорда Хрватске од 8:48,61 минута. У децембру исте године пливала је и на Европском првенству у малим базенима у Глазгову.